# アウトバーン 92
アウトバーン 92（ドイツ語: Bundesautobahn 92, BAB 92 または A 92）はドイツの高速道路、アウトバーンの一路線である。
南西のミュンヘンから北東のデゲンドルフまで134 kmの路線を持つ主要道路である。沿線にミュンヘン空港が位置する。